# Monumento Nacional de Devils Postpile
El Monumento Nacional de Devils Postpile es un monumento nacional de los EE. UU., ubicado cerca de la Montaña Mammoth, Sierra Nevada, al este de California. El monumento protege a Devils Postpile, una inusual formación rocosa compuesta por columnas de basalto, "todas encajadas estrecha y perfectamente como en un vasto mosaico". El monumento abarca 323 hectáreas e incluye dos atracciones principales: la formación de Devils Postpile y la Cascada Arcoíris, una cascada en la bifurcación del río San Joaquín. Además, el Camino de John Muir y el Sendero de la Cresta del Pacífico se fusionan en un solo camino a medida que cruzan el monumento. Excluyendo una pequeña área que contiene la sede del monumento, el centro de visitantes y un campamento, el Monumento Nacional se encuentra dentro del Área Salvaje de Ansel Adams.

## Historia

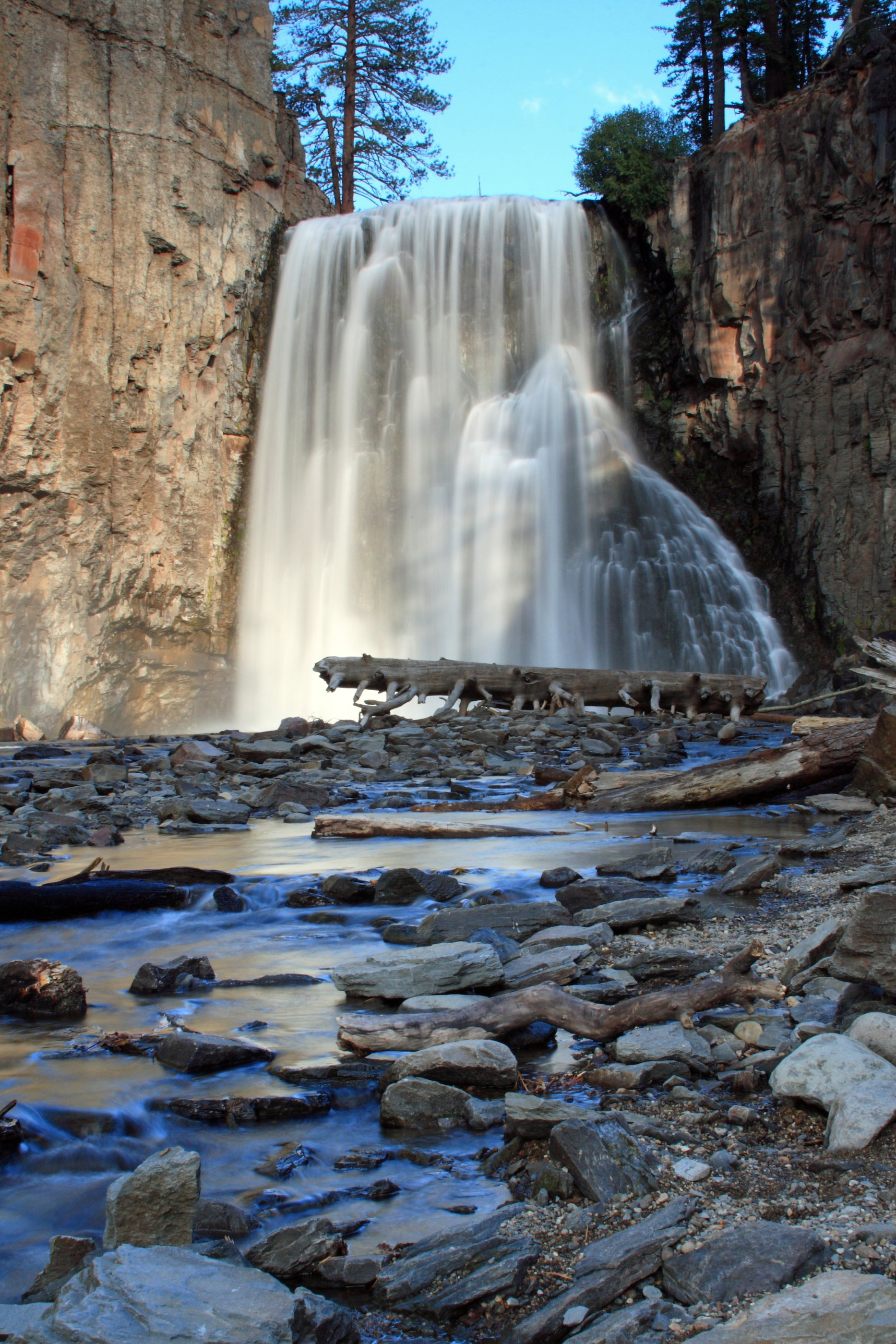
Cascadas Arcoíris en el Monumento Nacional Devils Postpile

El monumento fue establecido en 1911 como el "Monumento Nacional de Devil Postpile" (sin posesivo), pero se lo conoce ampliamente como Monumento Nacional Devils Postpile, y ha sido oficialmente diseñado en plural sin el apóstrofe desde la década de 1930.
Un nombre histórico alternativo era Devil's Woodpile. Según los Puntos Históricos de California (1966), "En cada fenómeno escénico, el pastor de ovejas reconoce el trabajo de su majestad satánica. Por lo tanto, esta formación es conocida en la fama local como Devil´s Woodpile".
El monumento fue parte del Parque Nacional Yosemite, pero el descubrimiento de oro en 1905 cerca de Mammoth Lakes provocó un cambio de límites que dejó el monumento en terrenos públicos adyacentes. Más tarde, una propuesta para construir una presa hidroeléctrica exigía volar el basalto hacia el río. Californianos influyentes como John Muir, persuadieron al gobierno federal para que detuviera la demolición y, en 1911, el presidente William Howard Taft protegió el área como Monumento Nacional.

## Flora y fauna

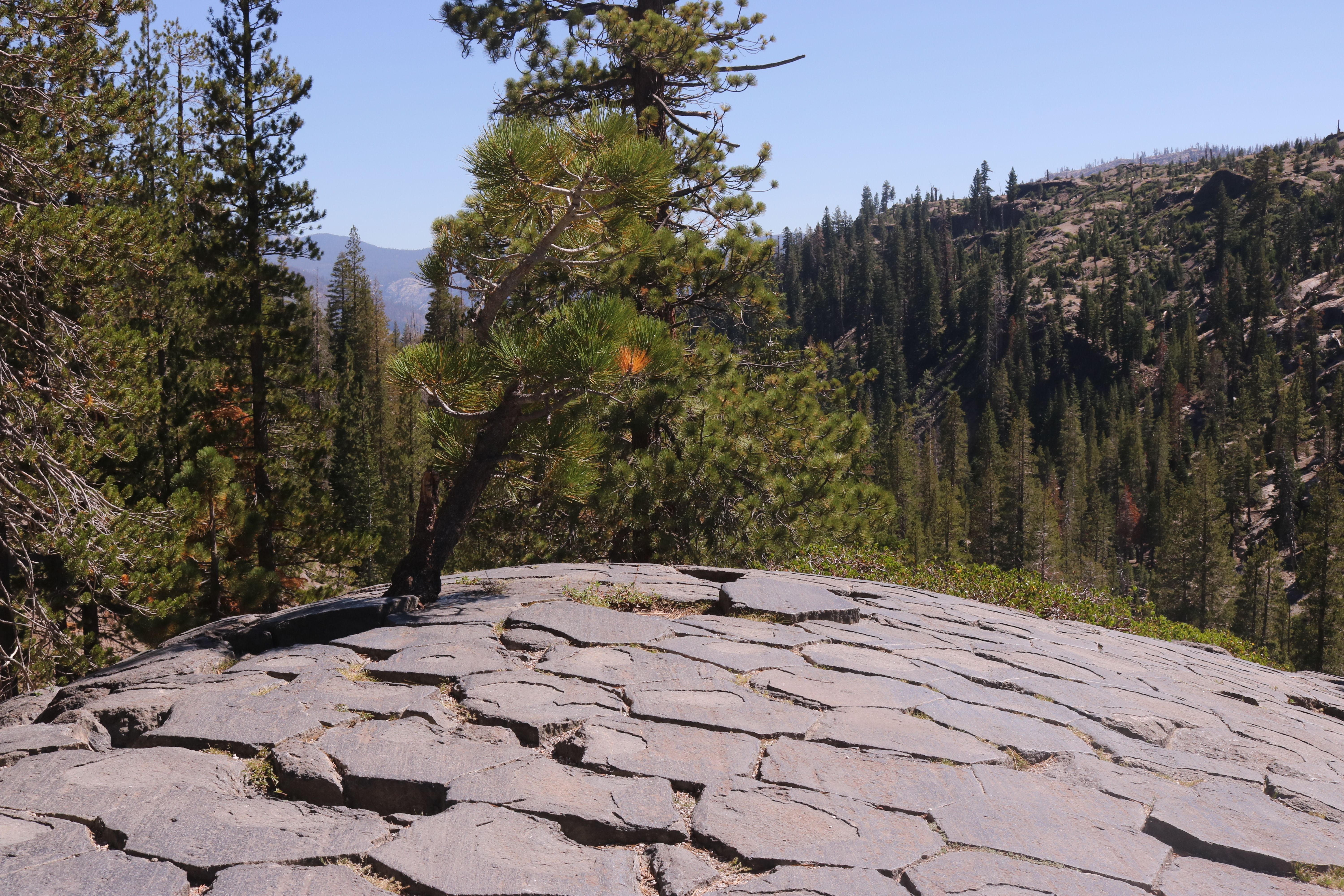
Vista del bosque en la cima del basalto

La elevación del monumento nacional está entre los 2,200-2,500 m s.n.m., la flora y fauna son típicas de la Sierra Nevada occidental en estas elevaciones. El área del monumento contiene animales y plantas como osos negros, martas, venados mulo, coyotes, álamos temblones, álamos negros, alisos y sauces, los juncos de ojos oscuros y los gorriones de corona blanca son comunes en el verano.
Las flores silvestres nativas incluyen a:
- (Aquilegia formosa)
- (Castilleja miniata)
- (Delphinium gracilentum)
- (Dodecatheon jeffreyi)
- (Erigeron peregrinus)
- (Hulsea brevifolia)
- (Lilium parvum)
- (Lupinus polyphyllus)
- (Mimulus guttatus)
- (Perideridia parishii)
- (Potentilla glandulosa)
- (Angelica capitellata)
- (Veratrum californicum)

El camino más común para acceder al monumento es a través del transbordador obligatorio operado por la Autoridad de Tránsito de la Sierra Oriental en los meses de verano, seguido de una caminata de 1/4 de milla. La ruta del transbordador comienza en el Centro de aventuras del área de esquí de la Montaña Mammoth, hace varias paradas en todo el valle y comienza a operar cuando se abre el camino de Reds Meadow en verano y continúa hasta el fin de semana del Día del Trabajo.
También se puede acceder a Devils Postpile a pie desde Mammoth Lakes caminando por Mammoth Pass y hacia el Valle de Reds Meadow. Durante los meses de invierno no hay servicios disponibles, pero los aventureros pueden visitar el sitio practicando esquí de fondo o raquetas de nieve.

## Devils Postpile

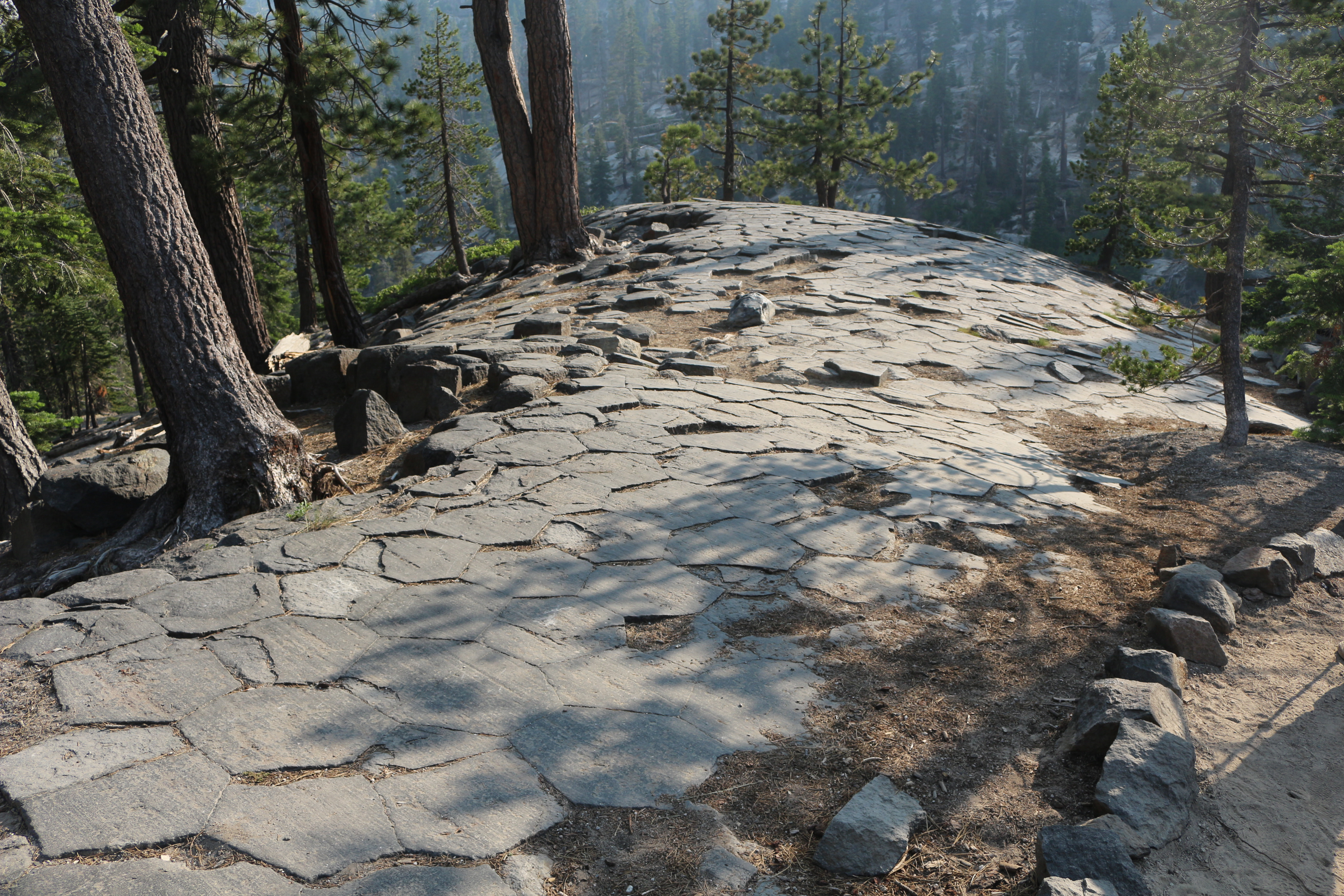
Los visitantes pueden acceder a la parte superior de las columnas. Aquí se ven claramente las formas de las secciones transversales de las columnas.

El nombre de "Devils Postpile" se origina debido a un acantilado oscuro de basaltos columnares. La datación radiométrica indica que la formación fue creada por un flujo de lava en algún momento hace menos de 100.000 años. Se cree que la fuente de la lava estuvo en algún lugar cerca del campamento de Upper Soda Springs en el extremo norte de Pumice Flat en el suelo de  la bifurcación del río San Joaquín, desde donde fluyó hasta el sitio del basalto de Postpile. Las estimaciones del espesor de la formación oscilan entre los 120 m. a 180 m. La lava que ahora forma los basaltos estaba cerca del fondo de esta masa.
Debido a su gran espesor, gran parte de la masa de lava acumulada se enfrió lenta y uniformemente, razón por la cual las columnas son largas y simétricas. Las uniones de las columnas ocurren cuando ciertos tipos de lava se contraen mientras empieza el enfriamiento.
Posteriormente, un glaciar eliminó gran parte de la masa de la roca y dejó una superficie pulida encima de las columnas con estrías glaciales y un pulido glacial muy notorios.
Las columnas del Monumento Nacional de Devils Postpile tienen un promedio de 0.61 m. en diámetro ("Las columnas varían en tamaño de 10 a 30 pulgadas de diámetro"), siendo la más grande de 1 metro, y muchos otros basaltos miden hasta 18 metros de largo.
Juntos parecen postes altos apilados en un pilar, de ahí el nombre de la formación. Si la lava se hubiera enfriado de manera uniforme, se esperaría que todas las columnas fueran hexagonales, pero algunas de las columnas tienen diferentes secciones transversales poligonales debido a las variaciones en el enfriamiento. Un estudio de 400 columnas del Postpile encontró que el 44,5% eran de 6 caras, el 37,5% de 5 caras, el 9,5% de 4 caras, el 8,0% de 7 caras y el 0,5% de 3 caras. En comparación con otros ejemplos en la unión de columnas, Devils Postpile tiene más columnas hexagonales. Otra característica que sitúa a los basaltos en una categoría especial es la falta de uniones horizontales.

### Estructuras similares

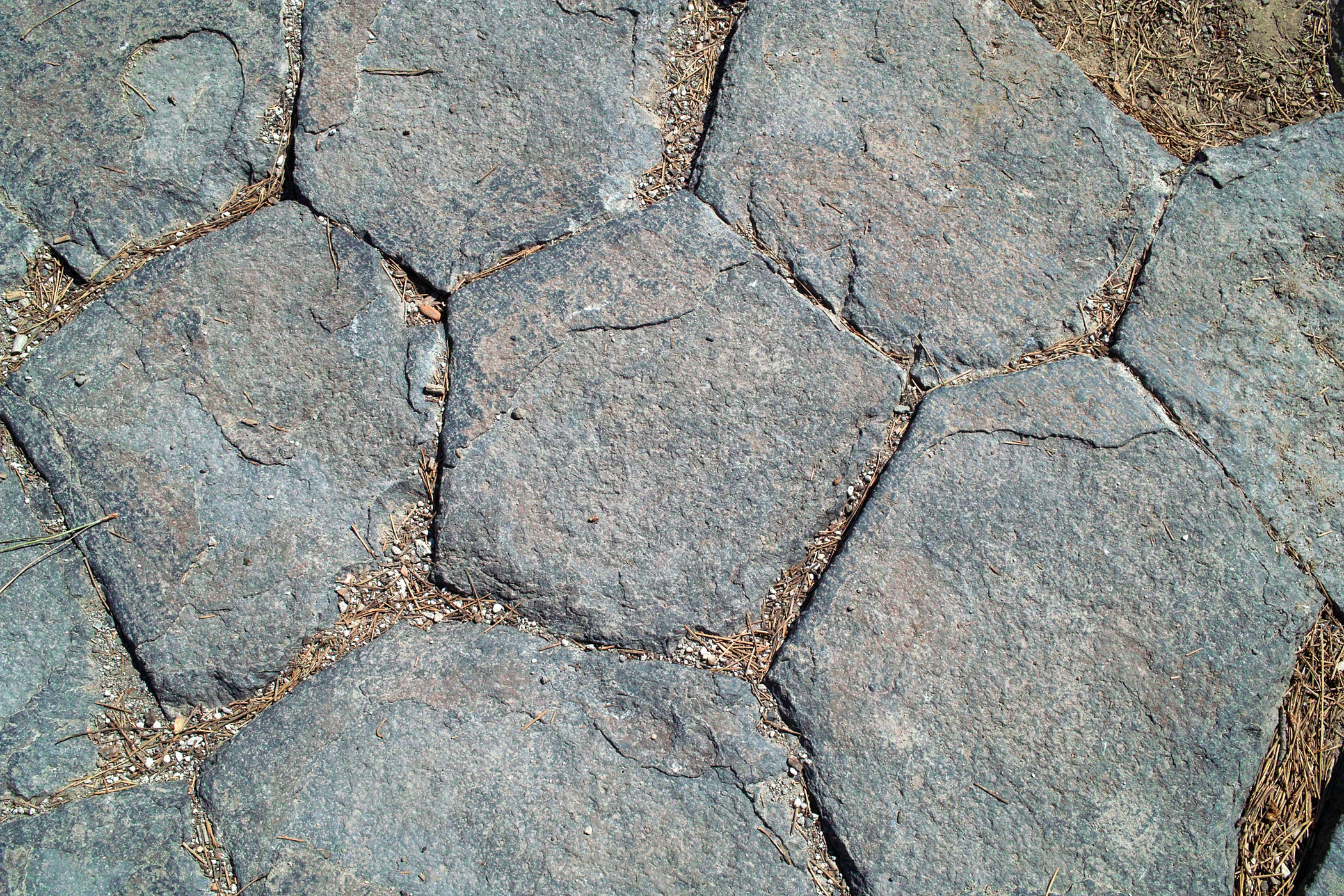
La parte superior del basalto columnar muestra formas poligonales.

Aunque las columnas basálticas son impresionantes, no son las únicas. Las columnas de basalto son una característica volcánica común y se encuentran en muchas escalas (un enfriamiento más rápido produce columnas más pequeñas). Otros sitios notables incluyen a Svartifoss en el Parque Nacional Vatnajökull en Islandia, la Calzada del Gigante en Irlanda del Norte, la Cueva de Fingal en Escocia, la Plaza del Titán de la Cordillera del Monte Holyoke en Massachusetts, el Garni Gorge en Armenia, las Islas Cíclopes cerca de Sicilia, el Acantilado Sheepeater en el Parque Nacional de Yellowstone en Wyoming, los Prismas Basálticos de Santa María Regla en Huasca de Ocampo, México, la formación Organ Pipes en el Monte Cargill en Nueva Zelanda, Gilbert Hill en Mumbai, el Parque Nacional Organ Pipes en Australia y el Cabo Columna (en ruso: Mis Stolbchaty) en Isla Kunashir, la más austral de las Islas Kuriles, Cerro Colorado y Mar Brava en Chile. Los basaltos columnares también se pueden hallar en una zona desértica de antiguas catarartas al norte de Lajitas, Texas. El Monumento Nacional de la Torre del Diablo en Wyoming, es masivo y superficialmente similar, pero consiste en un pórfido de fonolita, formado por la intrusión de roca ígnea.